# 孔雀愛麗魚
孔雀愛麗魚，為輻鰭魚綱鱸形目隆頭魚亞目慈鯛科的其中一種，分布於非洲剛果民主共和國的淡水流域，棲息深度約25公尺，體長可達9.7公分，棲息在中底層水域，生活習性不明。

## 擴展閱讀
維基物種上的相關：孔雀愛麗魚